# Constantin Dumba
Constantin Dumba (n. 17 iunie 1856, Viena, Imperiul Austriac – d. 6 ianuarie 1947, Steindorf am Ossiacher See⁠(d), Carintia, Austria) a fost un politician austriac de origine română, ambasadorul Austro-Ungariei în Statele Unite ale Americii. Unchiul său a fost Nicolae Dumba, membru în Consiliul Imperial al Austriei, cu merite politice, sociale și culturale.